# Wiepersdorf (Niederer Fläming)
Der Ortsteil Wiepersdorf der Gemeinde Niederer Fläming liegt im Landkreis Teltow-Fläming des Landes Brandenburg nahe der Grenze zu Sachsen-Anhalt.

## Lage
Wiepersdorf liegt im südlichen Teil der Gemeinde. Nördlich liegt der weitere Ortsteil Nonnendorf, gefolgt von Niederseefeld und Hohenseefeld im Osten, Hohenkuhnsdorf im Süden (ein bewohnter Gemeindeteil von Ahlsdorf, einem Ortsteil der Stadt Schönewalde) sowie Welsickendorf im Westen, ebenfalls ein Ortsteil der Gemeinde Niederer Fläming. Zusammen mit sechs anderen Dörfern (Kossin, Meinsdorf, Herbersdorf, Weißen, Rinow und Bärwalde) gehört Wiepersdorf zum historischen Ländchen Bärwalde, auch Ländecken genannt. Dieses Herrschaftsgebiet am Südrand des Flämings war schon seit dem 15. Jahrhundert in brandenburgischen Besitz, während die umliegenden Territorien sächsisch bzw. magdeburgisch waren. Westlich grenzt die Gräfendorfer Heide an den Ort an .Nördlich der Wohnbebauung beginnt der Flurgraben, der anschließend durch den Dorfkern verläuft und bei Herbersdorf in den Ihlower Graben entwässert.

## Geschichte
Wiepersdorf wird um 1325/1239 erstmals, allerdings nur indirekt urkundlich erwähnt, als ein „Claws wyprechstorp carnifex“ in einer Jüterboger Urkunde erscheint. Die Bindung an das magdeburgische Jüterbog unterscheidet es vom nicht weit entfernten, heute zu Schönewalde gehörenden, Dorf gleichen Namens. Auch in der nächsten Nennung wird das Dorf wiederum nur indirekt als Herkunftsort eines Hans Schulten van Wyperstorp genannt. Erst 1472 wird das Dorf selbst genannt und besaß im 16. Jahrhundert ein Gutshaus („festes Haus“). 1624 hatte Wiepersdorf 14 Hufen, die von vier Hüfnern bewirtschaftet wurden. Es waren vier Kossäten im Dorf ansässig, ein Pachtschäfer und ein Hirte. 1652 war das Dorf offenbar völlig verlassen. Noch 1671 waren die Hufen unbebaut und inzwischen mit Fichten, Birken und Heide bewachsen. Erst 1679 waren wieder vier Kossäten im Dorf wohnhaft. 1687 waren die ersten Hufen wieder bebaut. 1711 gab es wieder drei Hüfner, vier Kossäten, einen Schäfer und einen Knecht. Vom 16. Jahrhundert bis nachweislich 1728 gehörte der damals bestehende herrschaftliche Besitz der Familie von Leipzig, zuletzt vertreten durch Johann Gottfried von Leipzig, Kurfürstlich Sachsen-Querfurter Rat, der seine Ausbildung auf der Ritterakademie Brandenburg begann. Ab 1734 bildete sich ein Rittergut im Dorf, das auf den königlich-preußischen Generalleutnant Gottfried Emanuel von Einsiedel zurückging, der zahlreiche Ortschaften in der Region erworben hatte und damit das Ländchen Bärwalde formte. Von 1734 bis 1738 errichtete er auf dem Keller des Vorgängerbaus ein neues Gutshaus mit zwei freistehenden Flügelbauten, die zu einem späteren Zeitpunkt in den Baukörper einbezogen wurden. Von Einsiedel ließ an der Dorfkirche Wiepersdorf eine Patronatsloge für die von Einsiedel an- und ein Grabgewölbe einbauen. Im Jahr 1745 starb Gottfried und seine Tochter Sofia Dorothea zahlte ihre Miterben aus, um das Ländchen fortan allein zu verwalten. Sie bewirtschaftete das Gut in Wiepersdorf und verpachtete das benachbarte Gut in Bärwalde. Allerdings stand ihre zweite Ehe mit dem Grafen von Grotthus offenbar unter keinem guten Stern. 1778 geschieden, verkaufte die das Ländchen und es gelangte für 98.000 Taler am 10. Februar 1780 an Joachim Erdmann von Arnim. Joachim war dabei auf das Geld seiner Schwiegermutter Karoline von Labes, Tochter des Berliner Bankiers Gottfried Adolph Daum, angewiesen. Joachim heiratete 1777 ihre Tochter Amalie Caroline, die im Alter von 20 Jahren drei Wochen nach der Geburt des zweiten Sohnes Achim von Arnim starb. Als auch Joachim verstorben war, übernahmen seine beiden Söhne das Dorf. Ein Verkauf war ausgeschlossen, da Karoline von Labes in ihrem Testament das Ländchen als Familienfideikommiss ausgewiesen hatte. Die Brüder waren jedoch in Berlin aufgewachsen und so zog Achim erst im Jahr 1814 mit seiner Frau Bettina nach Wiepersdorf um, die jedoch 1817 mit den Kindern nach Berlin zurückkehrte. Nach dem Tod Achims verpachtete sein Bruder Carl Otto das Gut, bevor es Bettinas Sohn Freimund kurz vor seiner Hochzeit mit Anna von Baumbach in den Jahren 1844/1845 erwarb. Noch 1857 bildeten die von Arnim’schen Güter Wiepersdorf, Marienhof in der Gesamtheit für Meinsdorf und Weissen sowie Herbersdorf die genannte Herrschaft Bärwalde.
Dieses hatte bis zum Ende des Zweiten Weltkriegs eine Größe von 593 ha. Letzter Herr auf Wiepersdorf war bis 1945 Friedmund von Arnim (1897–1946) mit seiner Frau Clara von Arnim geb. von Hagens. 1948 wurde das Rittergut im Zuge der Bodenreform enteignet und aufgeteilt.

## Sehenswürdigkeiten und Kultur
- Im Schloss Wiepersdorf wohnten und arbeiteten Achim von Arnim und Bettina von Arnim. Ihre Grabstellen befinden sich im Schlosspark direkt neben der Dorfkirche.
- Die Dorfkirche Wiepersdorf geht in ihrem Kern auf einen mittelalterlichen Feldsteinbau zurück. Dieser wurde 1661 erneuert und 1737 im wesentlichen Bereich um eine Patronatsloge für die von Einsiedel erweitert. Auf Initiative von Achim von Arnim-Bärwalde, einem Enkel des deutschen Schriftstellers Achim von Arnim, kam es in den Jahren 1894/1895 zu einem romanisierenden Umbau des Gebäudes. In den Jahren 1966 bis 1971 sowie nach 1990 wurde das Bauwerk saniert. Nach 1945 ließ die Kirchengemeinde die Loge verschließen und nutzte den so neu abgetrennten Raum als Winterkirche. Die Orgel wurde im Zuge dieser Baumaßnahmen ebenfalls versetzt.
- Die Flaeming-Skate führt durch den Ort.